# Municipio de Clark Fork
El municipio de Clark Fork (en inglés: Clark Fork Township) es un municipio ubicado en el condado de Cooper en el estado estadounidense de Misuri. En el año 2010 tenía una población de 655 habitantes y una densidad poblacional de 4,8 personas por km².

## Geografía
El municipio de Clark Fork se encuentra ubicado en las coordenadas 38°50′55″N 92°41′32″O / 38.84861, -92.69222. Según la Oficina del Censo de los Estados Unidos, el municipio tiene una superficie total de 136.42 km², de la cual 136,34 km² corresponden a tierra firme y (0,06 %) 0,08 km² es agua.

## Demografía
Según el censo de 2010, había 655 personas residiendo en el municipio de Clark Fork. La densidad de población era de 4,8 hab./km². De los 655 habitantes, el municipio de Clark Fork estaba compuesto por el 94,66 % blancos, el 1,83 % eran afroamericanos, el 0,15 % eran asiáticos, el 0,15 % eran de otras razas y el 3,21 % eran de una mezcla de razas. Del total de la población el 0,76 % eran hispanos o latinos de cualquier raza.